# Catedrala ortodoxă română din Vârșeț
Catedrala ortodoxă română „Înălțarea Domnului” din Vârșeț (în sârbă Румунска православна црква у Вршцу, cu alfabetul latin: Rumunska pravoslavna crkva u Vršcu) este o biserică ortodoxă română construită în perioada 1911-1912 în orașul Vârșeț (aflat astăzi în Serbia). A fost sfințită în anul 1913 de Miron Cristea, pe atunci episcop al Episcopiei de Caransebeș. Ea îndeplinește în prezent funcția de catedrală a Episcopiei Dacia Felix.

## Istoric

### Primele inițiative
Comunitatea ortodoxă românească din Vârșeț a dorit încă din prima jumătate a secolului al XIX-lea să se emancipeze de sub ierarhia sărbească și să-și construiască o biserică în care să se roage în limba română. În perioada păstoririi sale, episcopul Maxim Manuilovici (1829—1833) al Vârșețului a introdus celebrarea unor slujbe religioase în limba română în catedrala episcopală. Oficierea slujbelor în limba română în Catedrala din Vârșeț a durat însă puțin timp, deoarece sârbii și românii sârbizați prin căsătorii mixte sau prin alte relații s-au opus acestei măsuri și au reușit scoaterea limbii române din biserică. În fața acestei opoziții, episcopul Manuilovici a permis efectuarea unor slujbe în limba română în capela din reședința episcopală, dar această situație a durat puțin timp.
Inițiativa înființării unei parohii românești la Vârșeț a avut-o la mijlocul secolului al XIX-lea protopopul român Nicolae Tincu Velia (1814-1867), care a militat pentru autonomia Bisericii Românești din Banat prin separarea de Biserica Ortodoxă Sârbă. Decesul timpuriu al protopopului l-a împiedicat să-și realizeze visul. Succesorul său, protopresbiterul român Ioan Popovici nu s-a dovedit prea interesat de înființarea parohiei românești de la Vârșeț deoarece nu locuia la Vârșeț, ci la Mercina, unde avea proprietăți. Al treilea protopresbiter, David Tărfăloagă, a murit la numai un an după ce a fost numit în acest post. Alte persoane care au depus eforturi pentru înființarea parohiei au fost avocații dr. Ioan Murgu Liuba și dr. Ioan Beceneagă, care au murit înainte de a realiza acest obiectiv, și intelectualul Adam Barbu, care a alcătuit o listă cu familiile de români care sprijineau această inițiativă. Credincioșii ortodocși români din oraș erau arondați în acea vreme parohiei satului Srediștea Mică.
Lipsa unei biserici românești i-a determinat pe românii din Vârșeț să frecventeze slujbele religioase de la bisericile sârbești și a contribuit în timp la deznaționalizarea lor. În același timp, episcopii ortodocși sârbi refuzau să permită celebrarea slujbelor religioase în limba română în bisericile aflate în jurisdicția lor. Un martor român din Vârșeț al sfințirii bisericii românești (1913) scria că „poporul nostru n'a fost până acum considerat decât ca un fel de cenușotcă”.

### Construirea bisericii
Spre sfârșitul secolului al XIX-lea comunitatea românească din Vârșeț era mai bine organizată și se dezvoltase în plan economic. O bancă românească, numită „Luceafărul”, a fost înființată în anul 1894 și a ajuns să aibă la începutul secolului al XX-lea un capital social de 600.000 de coroane. Astfel, câțiva fruntași ai comunității române din Vârșeț s-au întrunit la 6/19 ianuarie 1907 sub conducerea protopopului Traian Oprea, fost preot la Moldova Nouă, și a avocatului dr. Petru Zepeneag (Zepeniag), directorul băncii „Luceafărul”, și au hotărât construirea unei biserici românești în centrul orașului. A fost constituit un comitet parohial român, condus de dr. Zepeneag, care a lansat un apel către toți credincioșii ortodocși români din Banat și Transilvania pentru strângerea de fonduri în scopul construirii unei biserici la Vârșeț. Autorii apelului evidențiau faptul că lipsa unei biserici românești a contribuit la deznaționalizarea masivă a etnicilor români din acele zone de graniță și susțineau că zidirea bisericii este o datorie „cătră marele arhiereu Șaguna, care în tinerețe în acest oraș a aprins candela iubirii sale de neam, de aici a plecat să facă drumul cel greu și fenomenal al desrobirei bisericii noastre de sub jugul străin”. Noua biserică urma să devină „un centru de vieață românească” care să organizeze comunitatea românească din vestul Banatului. Credincioșii români de pretutindeni au răspuns cu entuziasm, donând sumele de bani necesare construcției. Inițiativa etnicilor români a produs însă nemulțumirea unor clerici sârbi, care au perceput-o ca un act de agresiune menit să divizeze comunitatea ortodoxă din Vârșeț.
Biserica românească din Vârșeț a fost construită în perioada 1911-1913 în stil neobizantin, după planurile arhitectului Dimitrie Boitor, inspirate de planul Catedralei Mitropolitane din Sibiu, prin eforturile protopopului Traian Oprea și ale directorului băncii românești, dr. Petru Țepeneaga, și cu ajutorul a 80 de donatori. După punerea pietrei de temelie a noului lăcaș de cult la 9 martie 1911, biserica a fost zidită în același an, iar în anii 1912 și 1913 s-a efectuat instalarea mobilierului și pictarea iconostasului. Pictura murală a fost realizată de artistul lugojean Virgil Simonescu cu motive religioase inspirate din arta populară românească, iar gravurile în lemn au fost executate de frații Nistor și Iosif Bosioc. Parohia ortodoxă română a fost constituită în anul 1912.
Slujba de sfințire a fost celebrată la 23 mai/5 iunie 1913, în sărbătoarea Înălțării Domnului, de către episcopul Miron Cristea al Caransebeșului, răspunsurile corale fiind date de corul din Lugoj, condus de compozitorul Ion Vidu, și de alte zece coruri bărbătești și mixte din localitățile bănățene Cacova, Vlaicovăț, Mercina, Ilidia, Marcovăț, Biserica Albă, Vrani, Vărădia, Coștei și Satu Nou. Un număr mare de credincioși români din orașul Vârșeț și din localitățile învecinate a participat la acest eveniment. În după-amiaza acelei zile a avut loc o petrecere populară în parcul public al orașului Vârșeț, în care au cântat corurile bisericești românești și fanfara militară.
Episcopul Miron Cristea a ținut o cuvântare în care a considerat că sfințirea bisericii din Vârșeț este „un moment de însemnătate istorică nu numai pentru Românii din acest oraș și din acest mănos și binecuvântat ținut, nu numai pentru toți credincioșii din eparhia Caransebeșului, ci peste tot pentru întreagă metropolia ortodoxă română din patrie”, deoarece biserica românească din acest oraș a fost construită într-un loc „unde mai nainte n'am avut nici parohie, nici biserică românească, ci credincioșii și cu ei mari interese vitale ale neamului ni-s'au perdut în marea străinismului”. În discursul rostit cu acest prilej în reședința episcopală sârbă, cu ocazia recepției date în cinstea episcopului Cristea, episcopul sârb Gavrilo Zmeianovici a mărturisit că a fost surprins de manifestările culturale organizate de comunitatea românească cu acest prilej, ce au dovedit calitățile alese ale poporului român „cari au dormitat secole de-arândul”.

### Transformarea bisericii în catedrală episcopală
Statul român a finanțat până în 1945 atât școala primară românească mixtă (atestată de la 1800), cât și biserica românească din Vârșeț, în calitate de obiective culturale ale comunității românești din Serbia.
În iunie 2013, cu ocazia aniversării centenarului sfințirii Catedralei episcopale române din Vârșeț, au fost organizate o serie de manifestări culturale. În cinstea sărbătorii au fost amplasate la 14 iunie 2013 în curtea bisericii un bust al patriarhului Miron Cristea și două plăci memoriale în cinstea protopopului Traian Oprea (paroh în anii 1913-1937 și ctitor al bisericii) și a dirijorului Ion Vidu (fostul conducător al corului bisericesc). Bustul lui Miron Cristea a fost realizat de sculptorul timișorean Aurel Gheorghe Ardelean, cu sprijinul financiar al Consiliului Județean Caraș-Severin. La acest eveniment au participat episcopul Lucian Mic al Caransebeșului, Sorin Frunzăverde (președintele CJ Caraș-Severin), Cosmin Lotreanu (consulul general al României la Vârșeț), Nicolae Vlădulescu (directorul Teatrului de Vest din Reșița), oameni de cultură, preoți și zeci de enoriași. Slujba aniversară a fost oficiată în catedrală de mitropolitul Laurențiu Streza al Ardealului. În ziua de 15 iunie 2013 a avut loc în Catedrala episcopală din Vârșeț lansarea monografiei Catedrala «Înălțarea Domnului» din Vârșeț. Istorie și artă bisericească, scrisă de arhimandritul Longhin Muncean, eclesiarh al catedralei (2002-2012), și publicată de editura Episcopiei Caransebeșului.

## Obiecte de patrimoniu
Catedrala deține un portret în ulei al protopopului Nicolae Tincu Velia, realizat de un pictor anonim.

## Galerie

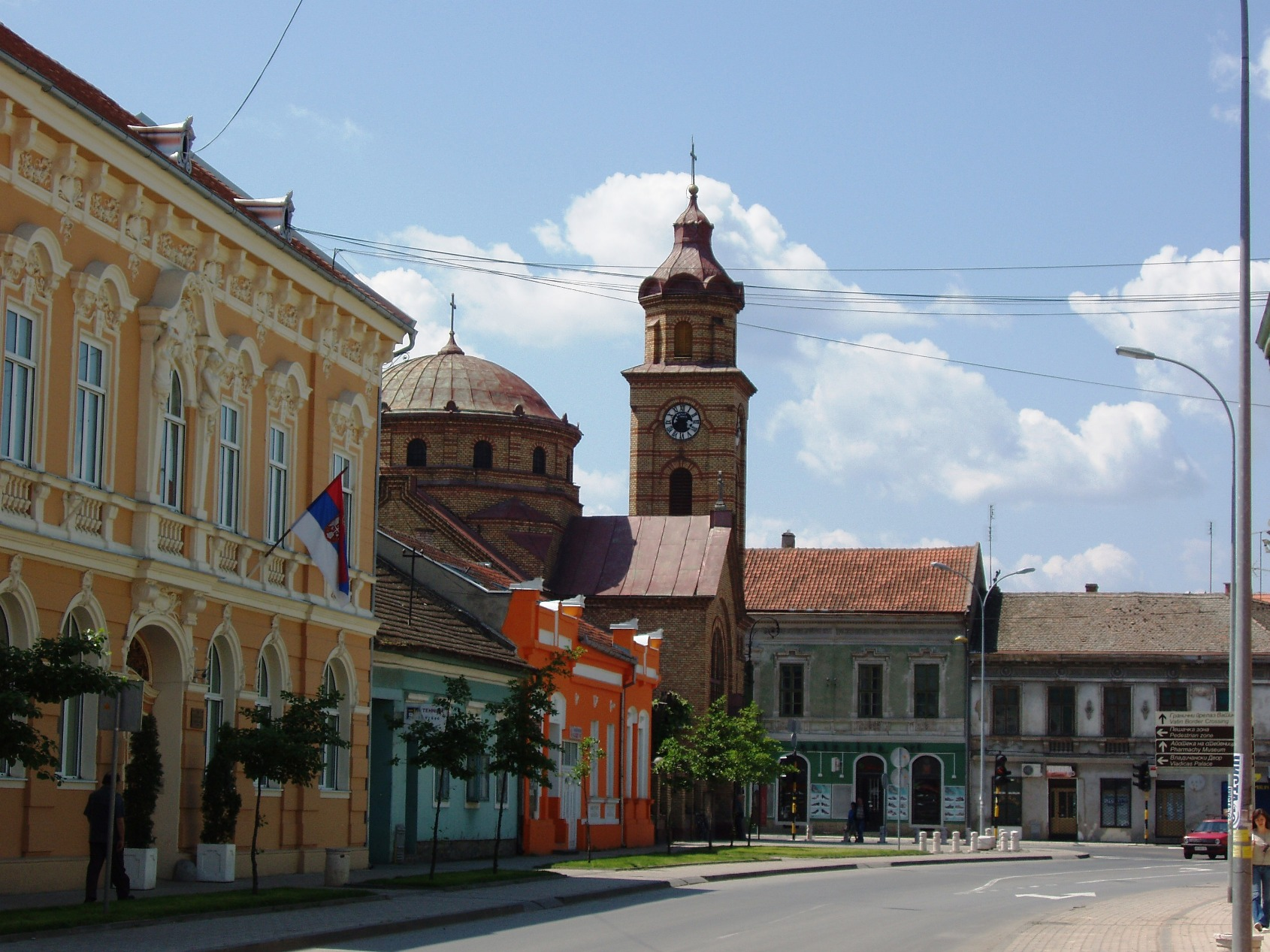
Catedrala ortodoxă română din Vârșeț
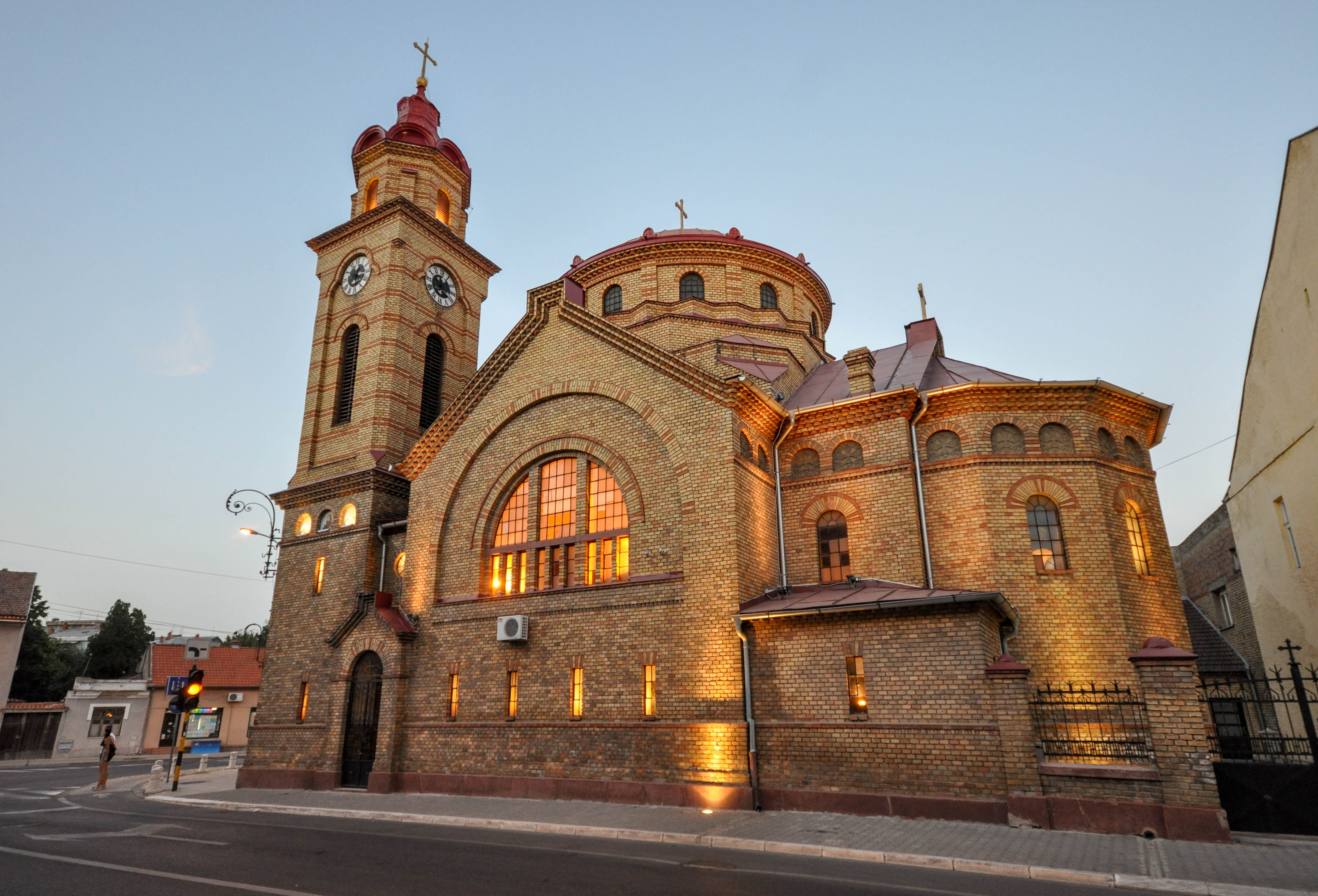
Catedrala ortodoxă română din Vârșeț
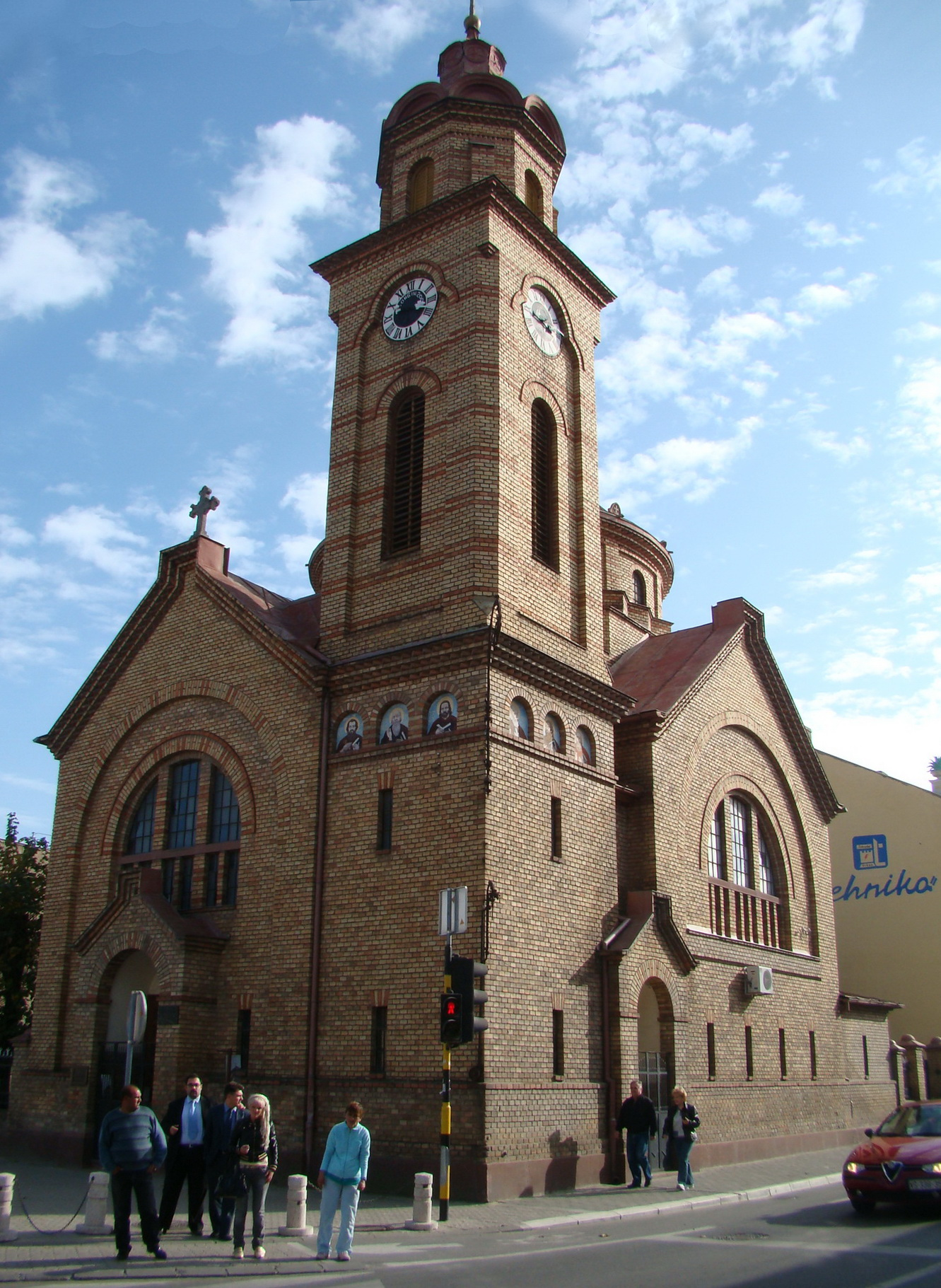
Catedrala ortodoxă română din Vârșeț

## Legături externe
- Sărbătoare românească la hramul catedralei din Vârșeț